# Tantilla slavensi
Tantilla slavensi là một loài rắn trong họ Rắn nước. Loài này được Pérez-Higareda, Smith & Smith mô tả khoa học đầu tiên năm 1985.